# David Saincius
David Saincius (5 giugno 1975) è un ex calciatore haitiano, di ruolo difensore.

## Carriera

### Nazionale
Ha debuttato in Nazionale il 19 gennaio 2002, in Ecuador-Haiti (0-2), subentrando a Pierre Roland Saint-Jean al minuto 88. Ha partecipato, con la Nazionale, alla CONCACAF Gold Cup 2002. Ha collezionato in totale, con la maglia della Nazionale, 20 presenze.